# Речиця (Думіницький район)
Речиця (рос. Речица) — присілок в Думіницькому районі Калузької області Російської Федерації.
Населення становить 10 осіб. Входить до складу муніципального утворення Присілок Дубровка.

## Історія
Від 2004 року входить до складу муніципального утворення Присілок Дубровка.

## Населення
| 2002 | 2010 |
| ---- | ---- |
| 26   | ↘10  |